# Matebeleng
Matebeleng är en ort (village) i distriktet Kgatleng i Botswana. 